# Stadthann
Ein Stadthann (ungarisch városkapitány, rumänisch vilic) war in der siebenbürgischen Ständeordnung die Bezeichnung für einen von jeweils zwei Oberbeamten der Sieben Stühle, dem historischen Gebiet auf dem Königsboden in Siebenbürgen. Der erste Oberbeamte trug jeweils den Titel Königsrichter (in einigen Orten auch Stadtrichter oder Burgermeister) und der zweite gewöhnlich Stuhlsrichter (in Bistritz Districtrichter und in Kronstadt Stadthann). Ihnen standen in der Regel einige Senatoren zur Seite, die gewöhnlich noch Nebenämter wie das Inspectorat von Dörfern, die Polizeidirection oder das Stadthannenamt bekleideten. Die unter dieser Gerichtsbarkeit stehenden Marktflecken und Dörfer hatten ihre eigenen Nachbarschaftsrichter (Hannen oder Dschudje) und Geschworenen.
Der Begriff Stadthann wurde nicht nur in Kronstadt benutzt, sondern war auch zum Beispiel in Hermannstadt, in Mediasch, in Schäßburg oder in Mühlbach gebräuchlich.